# Дассари, Андре
Андре Дассари, фр. André Dassary, настоящее имя Андре Дейерассари, фр. André Deyhérassary (10 сентября 1912, Биарриц — 7 июля 1987, Биарриц) — французский певец баскского происхождения. Был известен как шансонье, исполнитель арий в опереттах. Наибольшую известность ему принесла партия в фильме-оперетте «Рамунчо» (1937).
В начале 2-й мировой войны был захвачен в плен немцами. Передан правительству Петена и получил в стране отрицательную известность как исполнитель гимна режима Виши «Маршал, мы здесь!» и вишистских пропагандистских песен, таких как «La France de demain» и «Semons le grain de la lumière». Несмотря на это, сохранил свою славу исполнителя и после войны (закончил карьеру оперного певца только в 1970-е гг.). Тем не менее, в странах бывшего СССР его творчество практически неизвестно.